# Youri Yankelevitch
Youri Issaïevitch Yankelevitch, (en russe : Юрий Исаевич Янкелевич), né le 7 mars 1909 à Bâle en Suisse et mort le 12 ou le 13 septembre 1973 à Moscou, est un violoniste et professeur de musique soviétique. 

## Biographie
Youri Yankelevitch était le fils d'un avocat renommé Isaï Leontievich Yankelevitch, l'un des fondateurs de la Société philharmonique d'Omsk. À Omsk, le jeune Youri étudia avec d'autres élèves, notamment Leopold Auer, Anisim Berlin (le grand-père de Natalia Gutman).
En 1923, il entra au conservatoire de Leningrad. En 1932, il est diplômé du conservatoire Tchaïkovski de Moscou avec le professeur Yampolsky et termina son doctorat en 1937. Dès 1934, il enseigna à l'école centrale de musique du Conservatoire de Moscou. En parallèle, il était violoniste non titulaire de l'orchestre philharmonique de Moscou. Alexandre Glazounov déclara à propos de son diplôme "...Qu'une carrière de violoniste virtuose serait certainement sa vocation". 
Youri Yankelevitch fonda sa propre école et donna au monde de la musique les artistes les plus prestigieux.